# Caloge

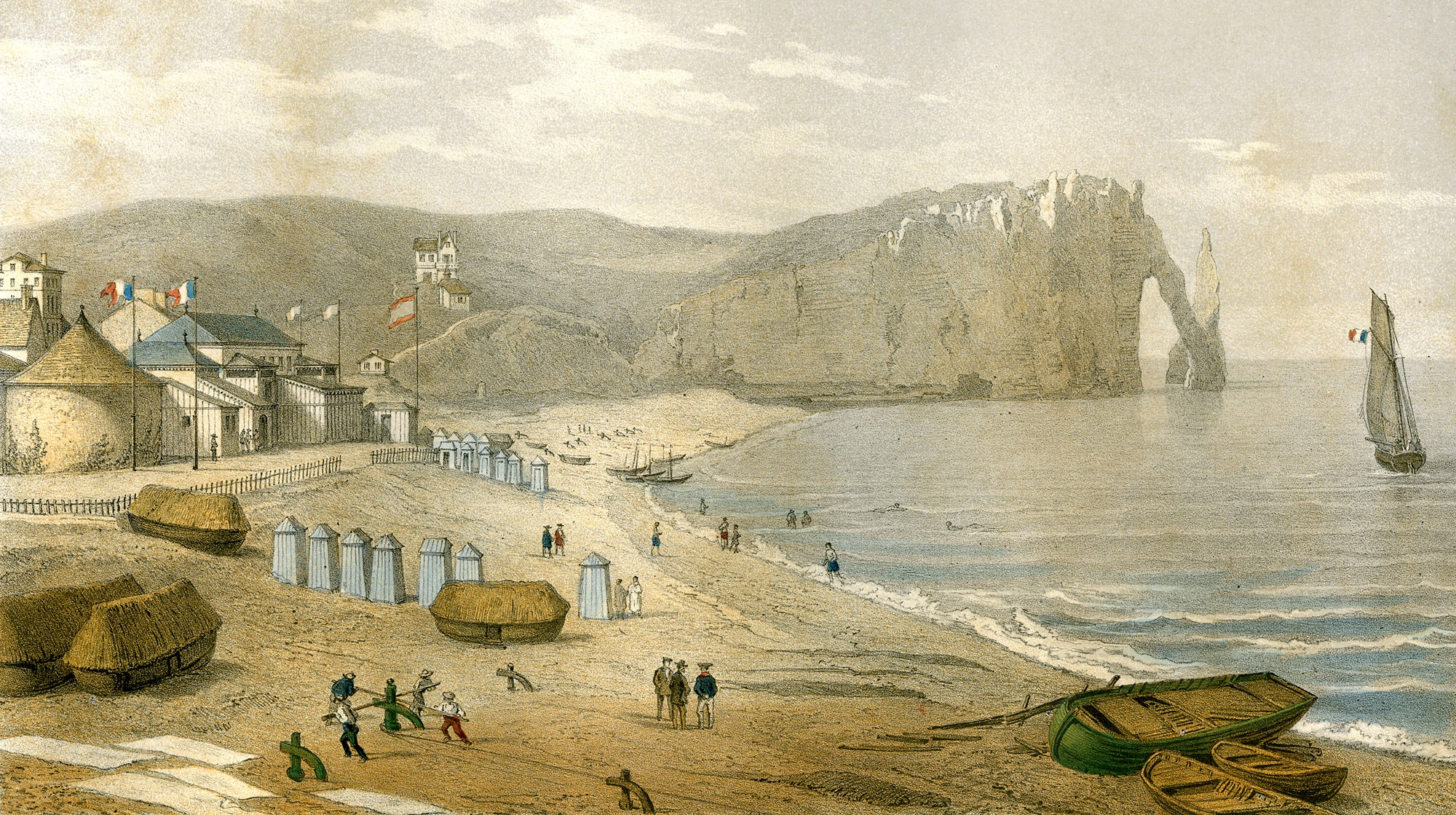
La lithographie de Léon Auguste Asselineau Vue d'Étretat, avec l'établissement des Bains et l'Aiguille (v. 1865) montre des caloges et un cabestan.

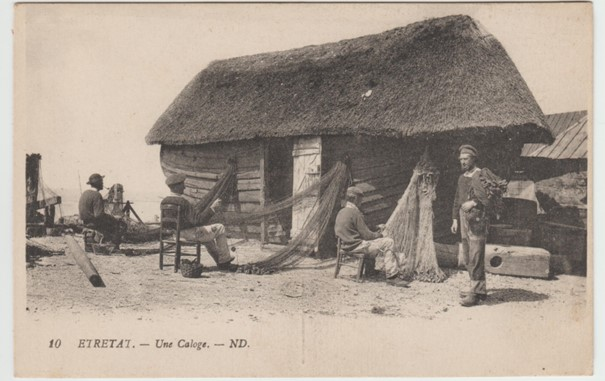
Photographie ancienne d'une caloge à Étretat.

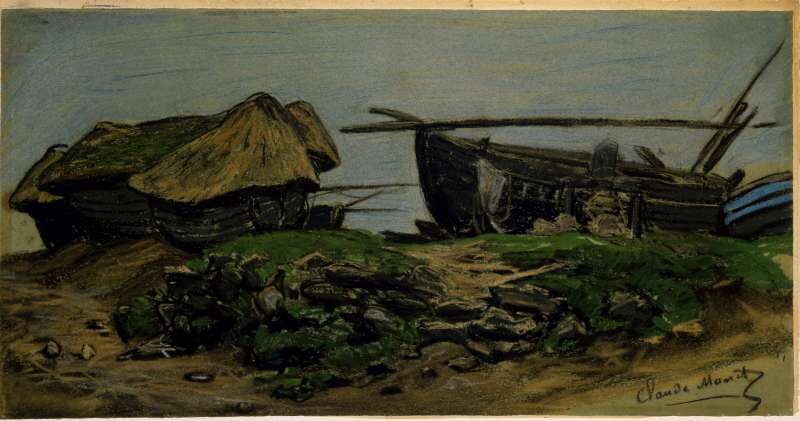
Étretat, Caloges et Caïque, pastel de Claude Monet (v. 1868).

Une caloge est une cabane aménagée à partir d'un ancien bateau de pêcheur, devenu impropre à la navigation, caractéristique de la Normandie. 
La coque peut être retournée, dans ce cas elle sert généralement de toit, ou simplement échouée et étayée, à ce moment-là on réalise une toiture qui peut être recouverte de chaume. Des portes et fenêtres sont percées.

## En Normandie
Dans cette région, les caïques (bateaux de pêche qui permettent l'échouage sur les galets), réformées pour la navigation, sont transformés en caloges recouvertes d'un toit de chaume et plus tard de planches de bois recouvert de coltar. Posé sur un support, la caloge servait généralement de remise pour le matériel de pêche et de navigation (filets et outils de ramendage, bouées, aussières…) ou encore du nécessaire à café. Elle était placée près du cabestan du patron de pêche qui permettait à sa famille de hisser la caïque sur la grève.
La maison de Maupassant à Étretat dispose d'une caloge.

## Notes et références

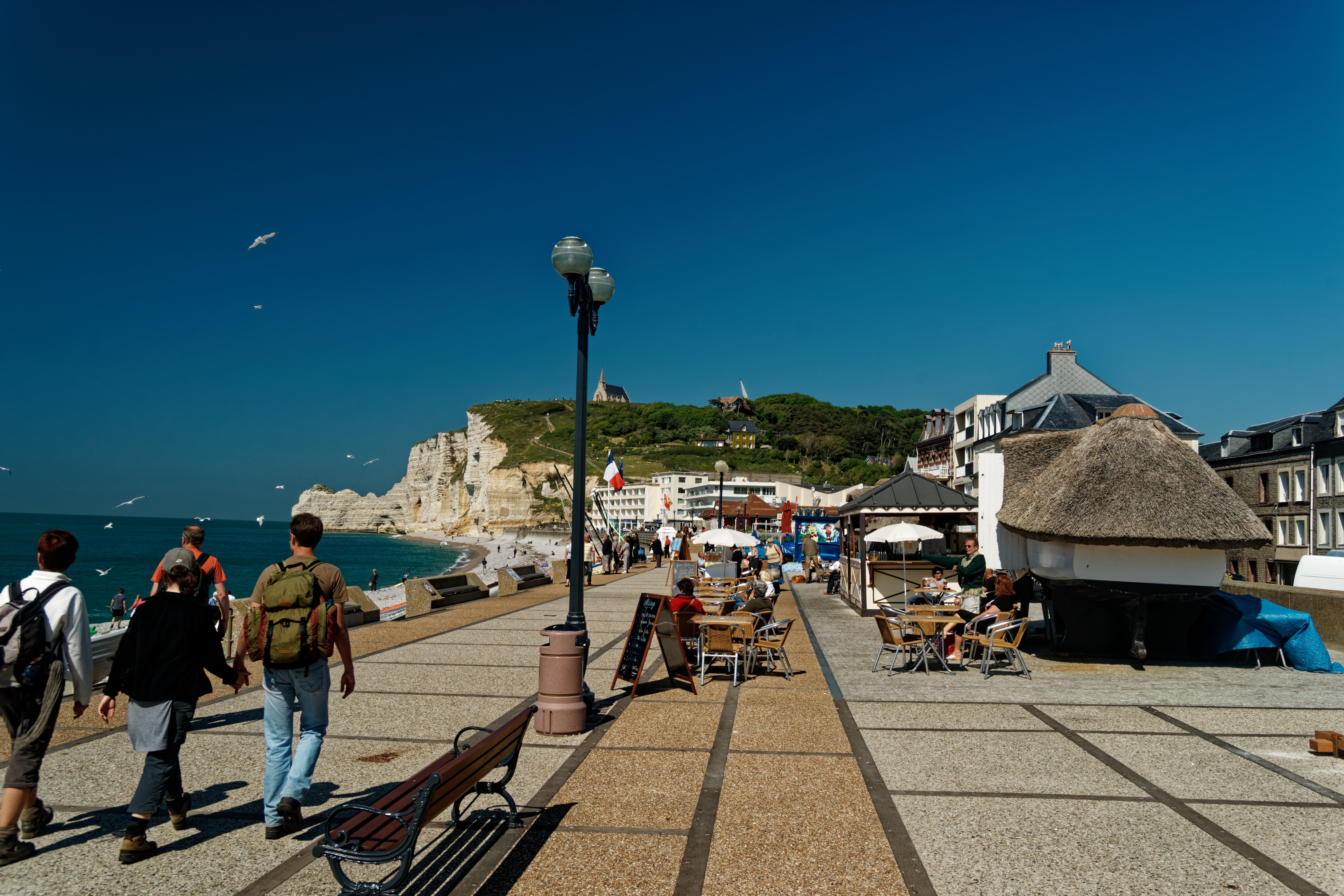
Une caloge est transformée en buvette sur le perrey d'Étretat.

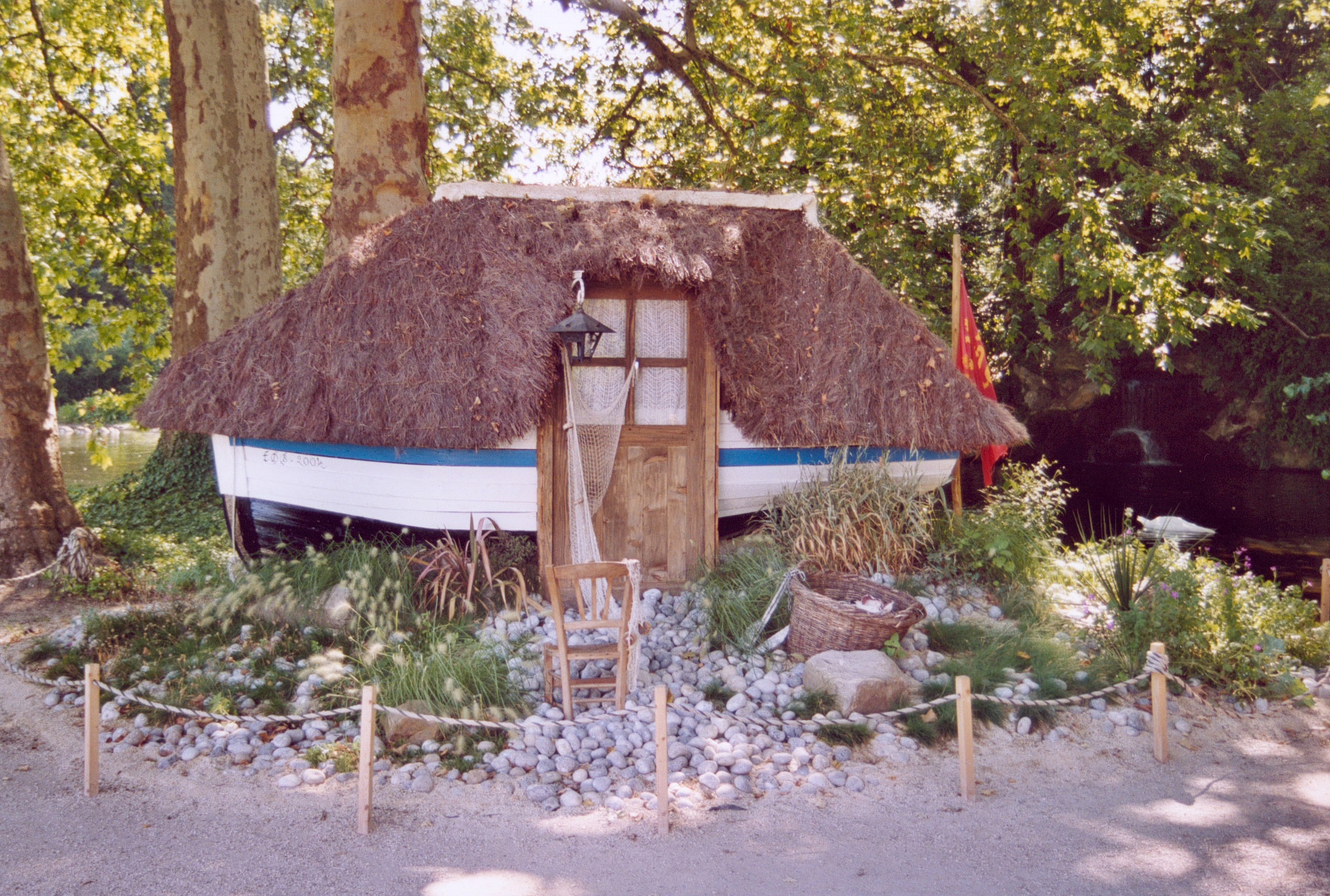
La caloge du parc de Bagatelle à Paris.